# Leo Ulfeldt
Leo Graf Ulfeldt (* 22. März 1651 in Kopenhagen; † 11. April 1716 in Wien), in Österreich auch Uhlefeld geschrieben, war ein nach Österreich geflüchteter dänischer Adeliger; er war österreichischer Feldmarschall und Vizekönig von Katalonien.

## Familie und Herkunft
Seine Mutter Leonora Christina Ulfeldt, eine Tochter Christians IV., war im Alter von 15 Jahren mit Corfitz Ulfeldt vermählt worden, der bald darauf zum mächtigsten Mann Dänemarks aufstieg und als Reichshofmeister die Geschicke  des Landes lenkte. Bald nach dem Tod des Königs aber fiel er bei dessen Nachfolger Friedrich III. in Ungnade. Kurz nach der Geburt des Sohnes Leo musste die Familie das Land verlassen. Der abgesetzte, aber weiterhin nach Einfluss und Macht strebende Politiker verwickelte sich in die verschiedensten Intrigen, die sich bis zum Landesverrat steigerten. Dies konnte Leonoras Liebe nicht mindern und sie reiste nach England, um für ihn einen Geldbetrag zurückzufordern, den er einst dem König von England geliehen hatte. Dieser entzog sich seiner Zahlungsverpflichtung, ließ Leonora verhaften und an Dänemark ausliefern. Sie wurde zweiundzwanzig Jahre lang, von 1663 bis 1685, als Staatsgefangene unter erniedrigenden Umständen im „Blauturm“ in Kopenhagen festgehalten. Ihr Mann starb schon 1664 in Basel.
Der Sohn Leo wuchs im Haushalt des Arztes Otto Sperling, eines Vertrauten seiner Eltern, in Hamburg auf, bis dieser 1664 nach Dänemark verschleppt wurde und bis zu seinem Lebensende mit Leos Mutter im Blauen Turm in Kopenhagen inhaftiert blieb. Leo aber fand Aufnahme in Österreich und trat dort – zunächst unter einem falschen Namen – in kaiserliche Dienste.

## In österreichischen Diensten
1682 erhielt Leo Ulfeldt unter Feldmarschall Raimund Montecuccoli das Kommando einer Kompanie zu Fuß. Nicht lange darauf wurde er bereits mit dem Kommando eines Reiterregiments betraut. Mit diesem zeichnete sich im Kampf gegen die Türken aus, besonders als er mit 80 Kürassieren einen Pass gegen 2000 Tataren erfolgreich verteidigte. Er wurde daraufhin zum Generalmajor befördert und erhielt besondere Gnadenerweise des Herrschers. Als der spätere Kaiser Karl VI., der Vater Maria Theresias, seinen Anspruch auf den spanischen Thron geltend machte, begleitete ihn Ulfeldt als Truppenkommandant nach Spanien, wo die beiden 1704 in Barcelona landeten. Im nun folgenden spanischen Erbfolgekrieg machte er sich derart um Karls Sache verdient, dass er 1706 zum Feldmarschall befördert und zum Vizekönig von Katalonien ernannt wurde. Im gleichen Jahr leitete er auch die erfolgreiche Verteidigung Barcelonas. Lange zogen sich die Kämpfe hin. Als aber 1714 Spanien für das Haus Habsburg verloren war und Barcelona geräumt werden musste, kehrte er nach Österreich zurück.
Seine Mutter, die nach ihrer Befreiung im Kloster Maribo lebte, konnte er mit Genehmigung der dänischen Regierung zweimal – 1691 und 1693 – besuchen, das erste Mal inkognito. Seit 1697 war er mit der Gräfin Anna Maria Sinzendorf verheiratet und hatte mit ihr zwei Söhne. Einer Anton Corfiz Ulfeldt wurde österreichischer Politiker und Diplomat. Der Zweite Franz Anton wurde 1736 Geheimer Rat und Obristwachtmeister.

## Wiederentdeckung vonJammers Minde
Von großer literarhistorischer Bedeutung ist es, dass er die Aufzeichnungen seiner Mutter Leonora Christina Ulfeldt über ihre 22-jährige Haft nach Österreich mitbrachte, wo sie von ihm und seinen Nachkommen aufbewahrt wurden. Dieses Werk, das später unter dem Titel Jammers Minde (dt. Erinnerung ans Elend) als eines der ersten großen Werke der neueren dänischen Literatur erkannt wurde, blieb unerkannt im Familienarchiv. Die österreichischen Ulfeldt starben zwar im Mannesstamm aus, doch lebten die Nachkommen einer mit einem Grafen Waldstein verheirateten Enkelin weiter. Vom Inhalt und von der Bedeutung des Schriftstücks hatten sie keine Ahnung mehr. Erst ein späterer, gebildeter und historisch interessierter Nachkomme entdeckte es in der Waldsteinschen Bibliothek in Wien und führte es 1868 einer wissenschaftlichen Analyse zu, die zur Entdeckung seiner Bedeutung führte. Das so überraschend aufgetauchte Manuskript wurde von Dänemark angekauft und findet sich heute im Schloss Frederiksborg. Herausgegeben wurde Jammers Minde erstmals 1869 von dem Kopenhagener Bibliothekar Sophus Birket Smith.

## Erläuterungen
1. ↑  Das Amt des Reichshofmeisters entstand um 1430 und war das höchste Staatsamt im dänischen Reich. Er war eine Art Premierminister und Vertreter des Königs. Neben seiner hervorgehobenen konstitutionellen Stellung hatte er eine Reihe wichtiger Aufgaben, wenn seine Pflichten auch nicht klar definiert waren. Im 16. Jahrhundert leitete er die Finanzverwaltung und hatte die Oberaufsicht über die Rentkammer und das Zollwesen.
2. ↑  
Ernst Heinrich Kneschke, Neues allgemeines deutsches Adels-Lexicon, S. 329, Digitalisat

| Personendaten    | Personendaten                                              |
| ---------------- | ---------------------------------------------------------- |
| NAME             | Ulfeldt, Leo                                               |
| ALTERNATIVNAMEN  | Ulfeldt, Leo Graf; Uhlefeld, Leo                           |
| KURZBESCHREIBUNG | österreichischer Feldmarschall im spanischen Erbfolgekrieg |
| GEBURTSDATUM     | 22. März 1651                                              |
| GEBURTSORT       | Kopenhagen                                                 |
| STERBEDATUM      | 11. April 1716                                             |
| STERBEORT        | Wien                                                       |